# Stasinos
Stasinos de Chypre (en grec ancien Στασίνος) est un poète grec semi-légendaire à qui sont traditionnellement attribués les Chants cypriens (Κύπρια), un des poèmes du cycle troyen. Il aurait vécu un ou deux siècles après Homère, ou en serait le gendre.

## Attribution et mentions
Dans l'antiquité, plusieurs auteurs sont proposés pour les Chants cypriens : Stasinos de Chypre, Hégésinos de Salamine ou Homère lui-même.  Le texte aurait relaté l'origine et les premières années de la Guerre de Troie, antérieures à la colère d'Achille, mais l'épopée a disparu : seuls en restent quelques vers.
Un passage de la Souda soutient qu'une fille qu'Homère aurait eu à Chios aurait épousé Stasinos, un magistrat de Chypre. Un autre fragment nomme cette fille Arsiphone et qualifie Stasinos d'« auteur des Chants cypriens », tout en précisant que la plupart disent que le texte est l'œuvre d'Homère, qui l'aurait offert à Stasinos en complément d'une somme d'argent comme dot de sa fille (tradition rapportée également par Pindare). 
Le préfixe « stasi » de Stasinos témoigne d'un nom chypriote typique,.